# Hohentübingen

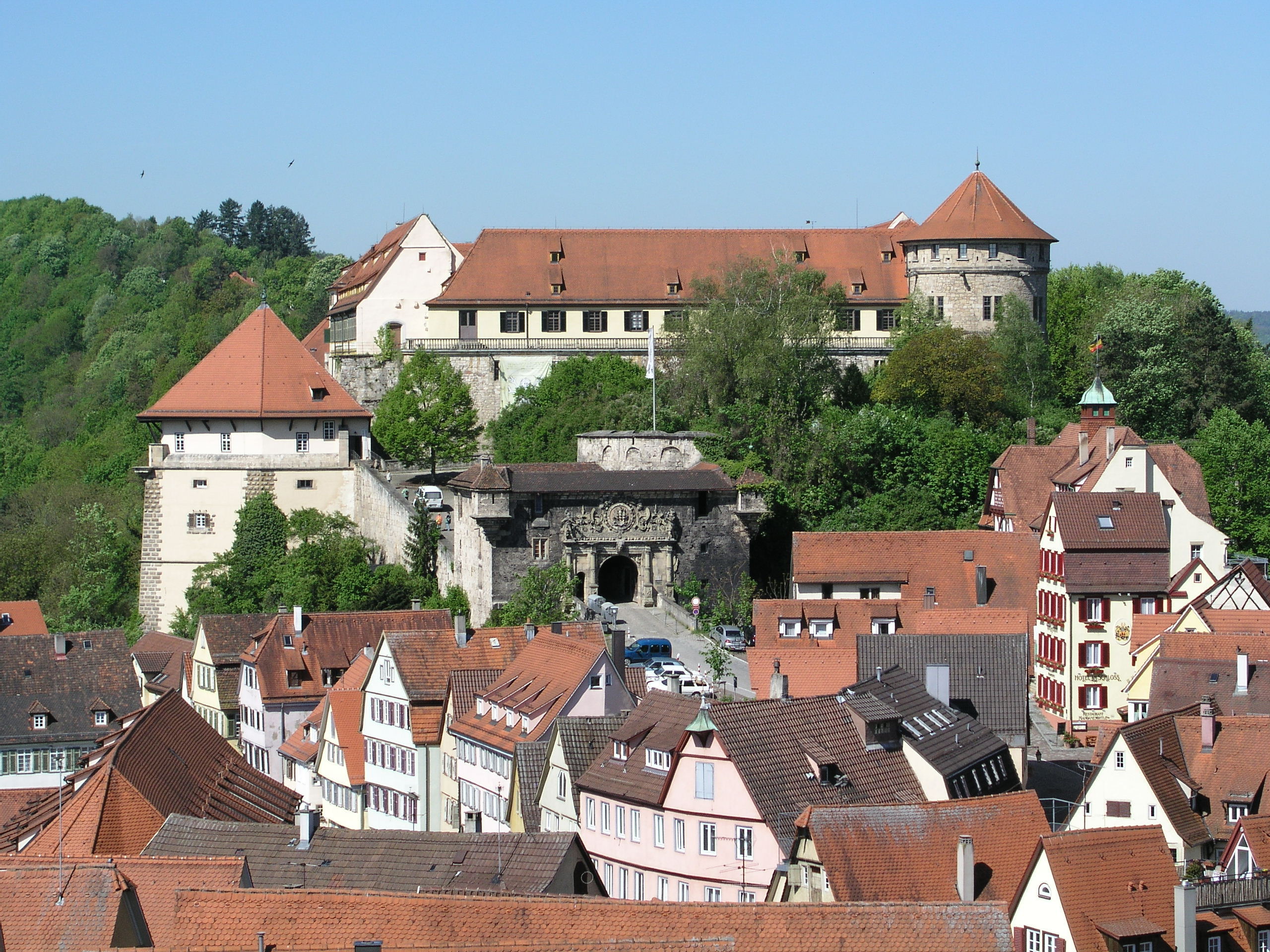
Zámek Hohentübingen - pohled v věže kostela Stiftskirche

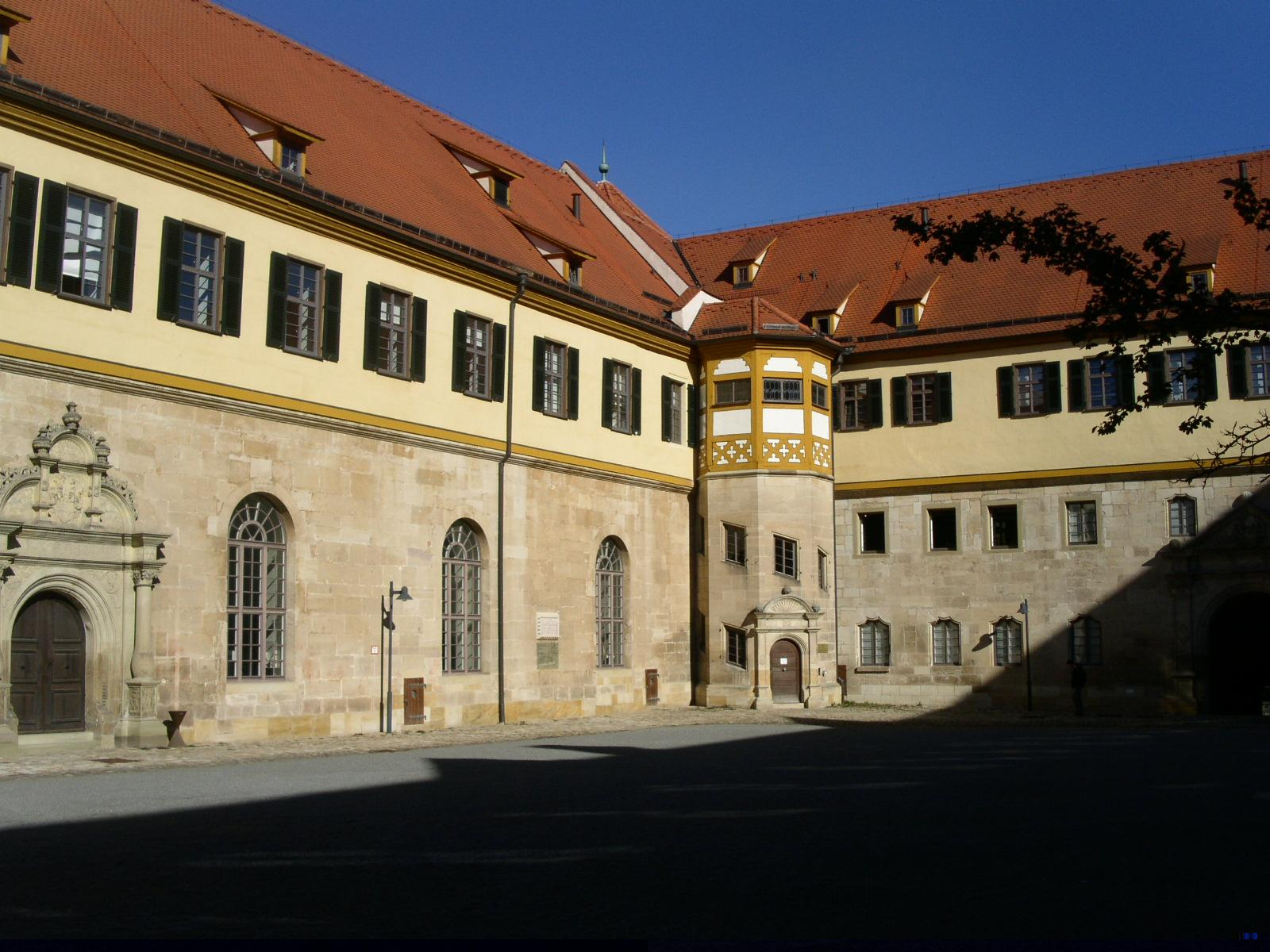
Nádvoří zámku

Zámek Hohentübingen se nachází v centru města Tübingen.
Tvoří jej komplex středověkého hradu, novodobé rezidence a zemské pevnosti. Byl postaven roku 1037 a patřil místním falckrabatům, pozdějším vévodům Würtemberským, kteří jej užívali jako jedno ze svých sídel. Poprvé je zmiňován, stejně jako město, roku 1078 a to jako castrum twingia. V 16. století byl výrazně rozšířen. V roce 1647 byl obležen Francouzi, kteří vypálili jednu z jeho věží.
Od roku 1994 je hrad volně přístupný veřejnosti. V současnosti zde sídlí část fakulty kulturních věd Univerzity Eberharda Karla (Institut pravěké a středověké historie, Institut pro klasickou archeologii s numismatickým pracovištěm, Egyptologický institut, Staroorientální seminář a Etnologický seminář) a univerzitní muzeum s velkou expozicí především sádrových kopií antických soch a archeologickou expozicí.